# Eumops perotis
Eumops perotis е вид бозайник от семейство Булдогови прилепи (Molossidae).

## Разпространение
Видът е разпространен в Аржентина, Боливия, Бразилия, Еквадор, Колумбия, Мексико, Парагвай, Перу и САЩ (Аризона, Калифорния, Невада и Тексас).